# Grivița (okręg Gałacz)
Grivița – wieś w Rumunii, w okręgu Gałacz, w gminie Grivița. W 2011 roku liczyła 2419 mieszkańców.